# Elezioni politiche a San Marino del 1923
Le elezioni politiche a San Marino del 1923 (VII legislatura) si svolsero il 4 marzo. Furono le prime elezioni a partito unico, che videro il Partito Fascista Sammarinese prendere il potere.

## Sistema elettorale
Erano elettori i cittadini sammarinesi maschi capifamiglia maggiori di 24 anni originari e naturalizzati e i loro delegati ed i Dottori, che si ritengono emancipati di diritto.

## Le liste
Alle elezioni del 1923 era presente solo il Blocco Patriottico, lista creata sulla falsa riga dei Blocchi nazionali italiani, comprendente candidati di Partito Fascista Sammarinese (29), Partito Popolare Sammarinese (20), Unione Democratica Sammarinese (9) e Volontari di Guerra (2).

## Risultati
| Blocco Patriottico | 1 437 | 100,00 | 60 |  |  |  |
| Totale             | 1 437 | 100    | 60 |  |  |  |
|                    |       |        |    |  |  |  |
| Voti non validi    | 47    | 3,17   |    |  |  |  |
| Votanti            | 1 484 | 35,47  |    |  |  |  |
| Elettori           | 4 184 |        |    |  |  |  |